# تپه مرجان قیطول ۱
تپه مرجان قیطول ۱ مربوط به دوره اشکانیان - دوره ساسانیان است و در شهرستان گیلانغرب، بخش مرکزی، دهستان حومه، ۳۰۰ متری غرب روستای مرجان قیطول واقع شده و این اثر در تاریخ ۲۶ اسفند ۱۳۸۷ با شمارهٔ ثبت ۲۵۷۰۸ به‌عنوان یکی از آثار ملی ایران به ثبت رسیده است.